# Hapkéite
La hapkéite est un minéral rare, constitué de siliciure de difer (de formule chimique Fe2Si). Elle a été nommée en l'honneur du planétologue américain Bruce Hapke, qui a prédit la présence et l'importance de ce type de minéraux, formés par condensation d'une phase gazeuse sur les grains du sol lunaire (érosion spatiale). Son symbole IMA est Hpk.
La hapkéite a été découverte dans la météorite Dhofar 280, une météorite lunaire trouvée en 2001 dans le Dhofar, en Oman,. On pense qu'un impact sur la Lune a projeté le matériau partiellement fondu ou vaporisé en orbite. On l'a ensuite observée sur des échantillons ramenés de la mer des Crises par Luna 24 en août 1976, mais aussi sur Terre en Bulgarie (Kochava (bg)), en Russie (Kaltat et Utar-Yurt) et en Ukraine (Poltava).
Elle se présente sous forme de cristaux isométriques microscopiques opaques, jaunâtres à argentés. Les grains font de 2 à 30 µm, taille qui a empêché les tests de ténacité, de dureté, d'observation de cassure et de clivage. Elle est associée dans la météorite avec de la troïlite, de la chromite chargée de titane et de la Ilménite, globalement du FeSi (fersilicite et ferdisilicite), du plagioclase vitrifié (maskelynite), et du FeNi.
Outre la hapkéite, on connaît d'autres minéraux constitués de siliciure de fer comme la gupeiite (it), la naquite (en), la linzhiite (en), la luobusaïte (ca), la suessite (en), la xifengite (en) et la zangboïte (it).